# Marcos Mundstock
Marcos Mundstock (Santa Fe, 25 de mayo de 1942-Buenos Aires, 22 de abril de 2020) fue un reconocido locutor, redactor creativo, actor, comediante y humorista argentino.
Se destacó por su labor durante más de 50 años como integrante de Les Luthiers.

## Biografía
Mundstock era hijo de inmigrantes judíos asquenazíes procedentes de Rava-Ruska, una ciudad de la región de Galitzia, en Europa Oriental, actualmente perteneciente a Ucrania. La ciudad formó parte de Polonia luego de la Primera Guerra Mundial, por lo cual los padres de Mundstock emigraron a la Argentina con pasaporte polaco.

En cuanto a su historia familiar, Mundstock contaba:
Mi papá, que era relojero, y me llegó a enseñar algo de su oficio, vino a la Argentina solo en 1930 (aquí tenía una hermana) y se instaló en la ciudad de Rosario. Mi mamá había llegado con su familia un año antes y vivía en Santa Fe.
Alguien que los conocía los contactó. Más adelante se casaron, y se fueron a vivir a Rosario, donde nació mi hermana. Luego se trasladaron a la ciudad de Santa Fe, donde nací yo en 1942. Siete años más tarde, nos mudamos a Buenos Aires. Mi familia hablaba en idish. Yo lo hablo bien, aunque nunca llegué a hablar tan fluidamente como ellos.
Desde pequeño, Mundstock estuvo expuesto a distintas influencias musicales, según él mismo cuenta: 
En mi casa siempre se escuchaba música, a mi papá le encantaba. Cuando yo era chico, escuchábamos programas de radio de la colectividad italiana. Así conocí a varios tenores famosos, como Beniamino Gigli y Tito Schipa. Escuchábamos muchas canciones napolitanas, y también arias de ópera. Aquello fue para mí una primera aproximación a la música, con un gran disfrute.
Por supuesto que también escuchábamos programas judíos. Los cantantes litúrgicos de sinagoga tenían una voz muy operística. Algunos eran fantásticos y a mi padre le encantaban. Durante mi infancia tuvimos algunos problemas económicos.
Tras mudarse de Santa Fe a Buenos Aires, mi padre estuvo algunos años sin tener un trabajo estable. Tal vez por eso nunca me mandó a tomar clases de música, y por la misma razón, a mí tampoco se me ocurrió pedírselo.
Al comienzo de su participación en Les Luthiers realizó trabajos en radio y publicidad, aunque pronto pasó a dedicarse en exclusiva a las actuaciones del grupo. Junto con el fundador del conjunto, Gerardo Masana, creó el personaje del ficticio compositor Johann Sebastian Mastropiero, en cuya supuesta vida y obra se basan muchas de las piezas musicales que interpretan, así como los textos introductorios de las mismas. Si bien con Les Luthiers ocasionalmente tocaba algún instrumento, como el gom-horn, Mundstock reconoció haber sido el miembro del conjunto con menores cualidades para la interpretación musical. Según su propio relato, a los 24 años se compró un piano e intentó aprender:
Pero tenía una especie de bloqueo. No era que no tuviera capacidad, sino que carecía de la constancia y la paciencia necesaria para sentarme a practicar. Quería aprender todo muy rápidamente. Y en la música, los tiempos de aprendizaje son muy difíciles de modificar. 
Mis intentos de aprender piano no prosperaron. La música es una asignatura pendiente en mi vida.
Más adelante tomé clases de canto con un profesor. Ya había estudiado canto anteriormente, y siempre tuve la fantasía de ser cantante.
Reconocido por su voz de bajo, se destacaba por relatar los textos introductorios de la mayoría de las obras de cada espectáculo. Para eso usaba sus dotes de locutor profesional, a las que añadía su toque humorístico personal.  
En Mar del Plata, el 8 de febrero de 1971, en medio de una discusión después de actuar en un espectáculo donde trabajaban juntos, sufrió una agresión por parte de Nacha Guevara quien le arrojó un vaso de vidrio en la cara provocándole una cortadura por la que tuvieron que darle varios puntos de sutura. Guevara fue sentenciada a dos meses de prisión, sentencia que quedó en suspenso por falta de antecedentes.
Entre los premios que el grupo cómico ha recibido a lo largo de su carrera destacan el Premio Max de las Artes Escénicas (2001), que otorga la SGAE, el Grammy Latino a la excelencia musical (2011) y el Premio Princesa de Asturias de Comunicación. Además, el Gobierno español les ha concedido la Encomienda de Número de la Orden de Isabel la Católica (2007) y, en 2012, la nacionalidad española por carta de naturaleza.

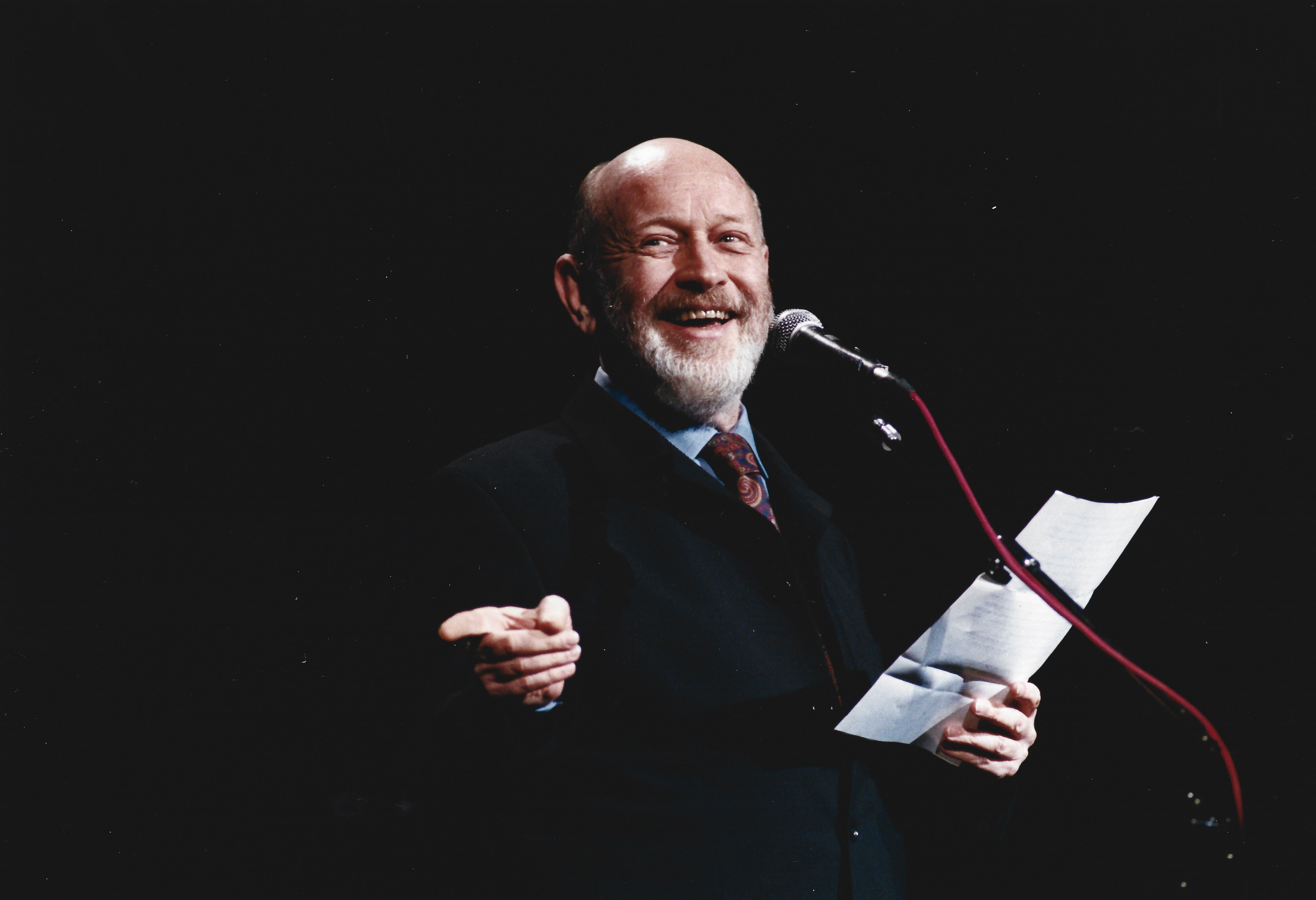
Marcos en una presentación privada

## Apariciones en paralelo a Les Luthiers
En sus últimos años unió a algunas apariciones anteriores en televisión la interpretación de papeles secundarios en películas argentinas para cine (por ejemplo No sos vos, soy yo o Roma), y en la película española Torrente 3). También en 2008 participó (como actor de doblaje junto a Daniel Rabinovich, Jorge Maronna, Carlos López Puccio y Carlos Núñez Cortés) en la película de Disney Bolt, realizando así una aparición secundaria, como una de las palomas con las que se encuentra el perro Bolt, en el momento en que está perdido en la ciudad de Nueva York en busca de Penny. En 2011 participó de la película Mi primera boda con el papel del Padre Patricio. También locutó la voz de Evaristo en Metegol y actuó en El cuento de las comadrejas, una remake de Los muchachos de antes no usaban arsénico dirigida por Juan José Campanella.

## Fallecimiento
En enero de 2020 anunció su retirada temporal de los escenarios por indicación médica debido a un problema de salud que venía padeciendo desde 2019. Finalmente falleció a los setenta y siete años el 22 de abril del mismo año en Buenos Aires, a raíz de complicaciones derivadas de un tumor cerebral.

## Doble nacionalidad
Marcos Mundstock tenía la doble nacionalidad hispano-argentina. Así lo reconoce el convenio de doble nacionalidad firmado entre España y Argentina. En el caso de Marcos Mundstock, tenía la nacionalidad argentina desde su nacimiento y, a la vez, sin que una anulara la otra, tenía la nacionalidad española porque la había obtenido por Carta de Naturaleza del Gobierno de España, aprobada por Real Decreto 1302/2012 del Consejo de Ministros, publicado en el Boletín Oficial del Estado, el 26 de septiembre de 2012.

## Instrumentos que interpretaba en Les Luthiers

### Informales
- Gom-Horn a pistones
- Gom-Horn da testa
- Gom-Horn natural
- Yerbomatófono d'amore

### Formales
- Bombo
- Cencerro
- Pandereta
- Platillos
- Güiro
- Tom de pie
- Triángulo
- Sintetizador

## Filmografía
- Quebracho - Voz en off (1974)
- Roma - Gustavo Smirnoff (2004)
- Cama adentro - Víctor (2004)
- No sos vos, soy yo - Analista (2004)
- Torrente 3: El Protector - Cameo (2005)
- Cine Negro - Entrevistado (2007)
- Ratatouille - Auguste Gusteau (doblaje para Argentina) (2007)
- Bolt - Joey (doblaje para Argentina) (2008)
- Mi primera boda - Padre Patricio (2011)
- Metegol - Evaristo (doblaje para Argentina) (2013)
- El cuento de las comadrejas - Martín Saravia (2019)

## Televisión
| Año       | Programa                               | Canal              |
| --------- | -------------------------------------- | ------------------ |
| 1993      | Good Show                              | Telefe             |
| 1996      | Sorpresa y Media                       | Canal 13           |
| 1999      | La Argentina de Tato                   | Canal 13           |
| 2004-2005 | Mosca & Smith                          | Telefe             |
| 2006-2008 | Al Colón                               | TV Pública Digital |
| 2007      | Los cuentos de Fontanarrosa            | TV Pública Digital |
| 2011      | Recordando el show de Alejandro Molina | TV Pública Digital |
| 2018      | Pasado de Copas: Drunk History         | Telefe             |